# Голямо Дряново
Голямо Дряново е село в Южна България. То се намира в община Казанлък, област Стара Загора.

## География
Северно и югоизточно от селото има смесена широколистно-иглолистна гора. В миналото, до 1973 година, има вековни брястове, които заболяват от холандска болест и са изсечени. Най-старият орех в България (500-годишен) се намира до 1993 година в югозападния край на селото. Има много стари орехи и дрянове. Големи орехови градини (3000 дка) се намират южно и западно от селото. Северно от селото извират десетина потока, а на 200 м източно от селото тече река Лешница. Началото ѝ е 20 km на север под връх Корита в Стара планина. Влива се на 4 km южно в яз. „Копринка“.

## История
Северно от селото има тракийски могили. До 1879 г. селото е изцяло турско. Името му е Бичерлии. След изселването на турците в 1879 година, около 1885 година тук пристигат колибари от Габровско. В 1906 година името на селото е сменено на Голямо Дряново.

## Население
Численост
Численост на населението според преброяванията през годините:
| \| Година на преброяване \| Численост \| \| --------------------- \| --------- \| \| 1934 \| 487 \| \| 1946 \| 482 \| \| 1956 \| 435 \| \| 1965 \| 368 \| \| 1975 \| 417 \| \| 1985 \| 259 \| \| 1992 \| 345 \| \| 2001 \| 300 \| \| 2011 \| 262 \| \| 2021 \| 328 \| |           |
| Година на преброяване | Численост |
| 1934 | 487       |
| 1946 | 482       |
| 1956 | 435       |
| 1965 | 368       |
| 1975 | 417       |
| 1985 | 259       |
| 1992 | 345       |
| 2001 | 300       |
| 2011 | 262       |
| 2021 | 328       |

#### Преброяване на населението през 2011 г.
Численост и дял на етническите групи според преброяването на населението през 2011 г.:
|                     | Численост | Дял (в %) |
| Общо                | 262       | 100.00    |
| Българи             | 260       | 99,23     |
| Турци               |           |           |
| Цигани              | 0         | 0,00      |
| Други               |           |           |
| Не се самоопределят |           |           |
| Неотговорили        | 1         | 0,38      |

## Религии
Хората от селото са православни християни. Има нова църква, открита през 2001 година.

## Културни и природни забележителности
Училището датира от 1886 година, а нова сграда на училището е построена през 1935 година. Читалището е основано през 1902 година.

### Културни паметници
Стари къщи – тревненски стил, декларирани за паметници на културата:
- Малешковата;
- Къщата на Косьо Иванов и синове Кръстю Косев и Косьо Косев – най-голямата и просторна къща в селото, построена през 1895 година с действащ дюкян след 1944 година (производство на боза и тахан халва).
- Ланковата;
- Тотьо Бумбаловата;
- Къщата на Деню и Гуна Бумбалова (сега на семейство Ангелови) – строена 1899 година, с 6 стопански постройки (навес, обори, плевни), с двойна пещ, с музейна битова стая, двор с течаща през него вада с чемшир и двуметрова ограда.

## Личности
- Никола Ланков (1902 – 1965), български поет, нар. деятел на културата (1965).
- Спас Христов (1907 – ?), български офицер, генерал-майор от МВР